# Sint-Truidense Voetbalvereniging
Koninklijke Sint-Truidense Voetbalvereniging, conhecido apenas como Sint-Truiden, é um clube de futebol belga sediado em Sint-Truiden.
A equipe manda as suas partidas no estádio Staaienveld, em Sint-Truiden, com capacidade para 11.250 torcedores.
Suas cores são azul e amarelo, e é apelidado de "Canários".

Estádio Stayen